# Catàleg Índex
El Catàleg Índex (en anglès Index Catalogue), el veritable nom del qual és Catàleg Índex de Nebuloses i Cúmuls d'Estels (en anglès Index Catalogue of Nebulae and Clusters of Stars), és un catàleg de galàxies, nebuloses i cúmuls estel·lars que serveix de suplement al Nou Catàleg General. Va ser publicat per primera vegada en 1895, i llista uns 5.386 objectes, denominats Objectes IC.
El catàleg va ser compilat per J. L. E. Dreyer en la dècada de 1880, qui el va publicar com dos apèndixs (IC I & IC II) del Nou Catàleg General. Conté els descobriments de galàxies, cúmuls i nebuloses compreses entre 1888 i 1905.
- Catàleg Gum
- Catàleg RCW
- New General Catalogue
- Catàleg Messier
- Catàleg Caldwell
- Catàleg de galàxies principals
- Nou Catàleg General Revisat